# 丹尼尔·德尔斯
丹尼尔·德尔斯（西班牙語：Daniel Dhers，1985年3月25日—），委内瑞拉男子自行车运动员，2019年泛美运动会男子自由式小轮车金牌得主、2020年夏季奥林匹克运动会男子自由式小轮车银牌得主。他在东京奥运后成为中国自由式小轮车队教练。